# Dolina Iwaniacka

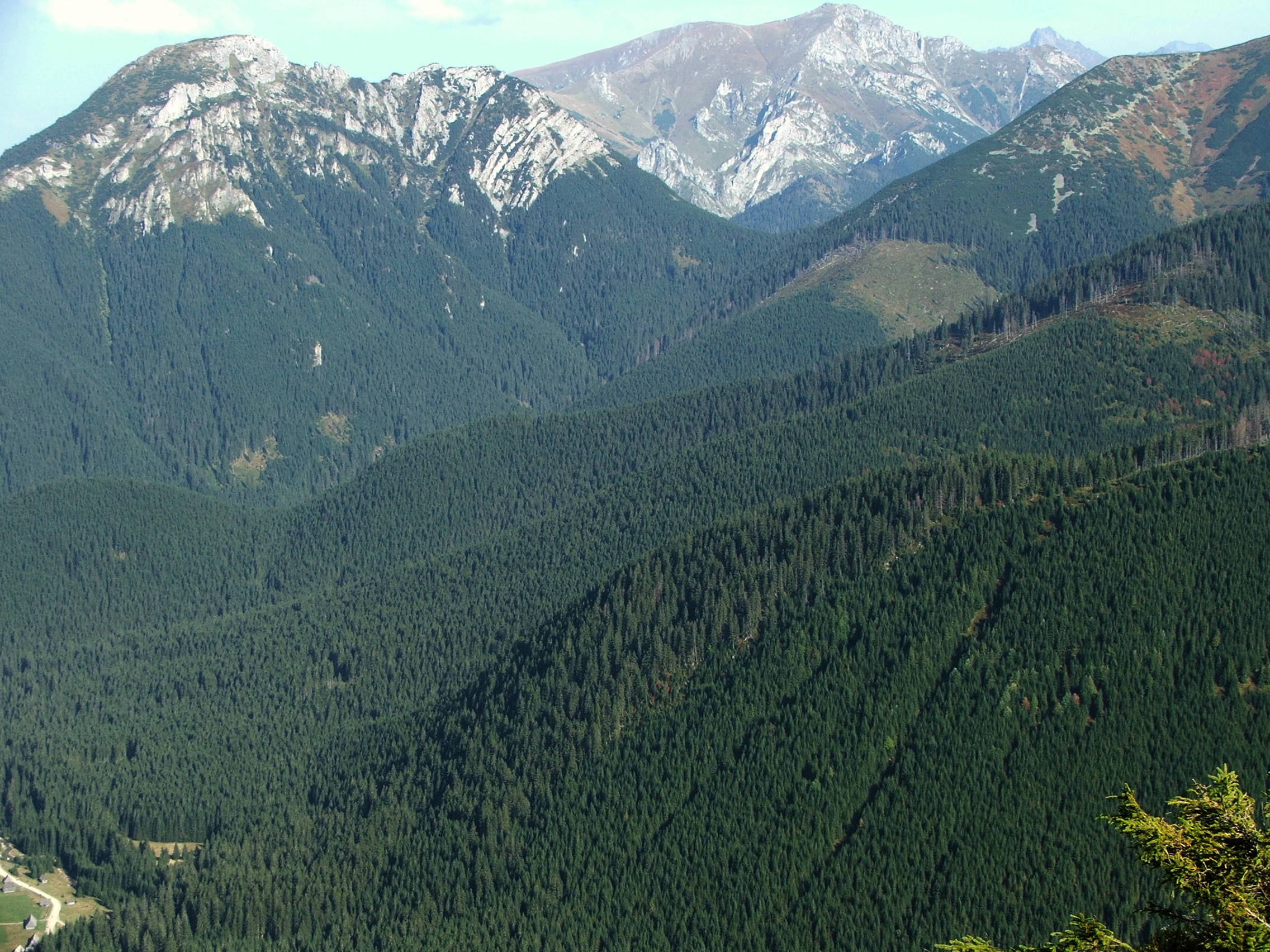
Widok z Grzesia. Z lewej strony Kominiarski Wierch. Ponad Iwaniacką Przełęczą Ciemniak

Dolina Iwaniacka – dolina w Tatrach Zachodnich pomiędzy stokami Kominiarskiego Wierchu i Ornaku, zbiegająca spod Iwaniackiej Przełęczy (1459 m n.p.m.) do Doliny Starorobociańskiej. Jej wylot znajduje się na wysokości ok. 1085 m. Nazwa doliny pochodzi od polany Iwanówka, znajdującej przy wylocie doliny, na jej północnym stoku. Dawniej dolina była wypasana, wchodziła w skład hali Iwanówka.
Dolina wycięta jest głównie w czerwonych piaskowcach kwarcystycznych. Jej dnem spływa Iwaniacki Potok uchodzący do Starorobociańskiego Potoku. Miejscami gubi on wodę, która wsiąka w przepuszczalne podłoże. Cała dolina jest porośnięta świerkowym lasem.
W dolinie znajduje się kilkanaście niewielkich jaskiń, m.in. Schronisko pod Dziobem I, Schronisko pod Dziobem II, Schronisko pod Dziobem III, Schron Zachodni w Iwanówce, Szczelina w Iwanówce i Schron w Ścianie pod Szczytem.

## Szlaki turystyczne
z Doliny Chochołowskiej. Początkowo biegnie razem z czarnym, na polanie Iwanówka oddziela się od niego i prowadzi przez Dolinę Iwaniacką i Iwaniacką Przełęcz do schroniska na Hali Ornak. Około 2:15 h, z powrotem 2:05 h.